# Johann Schweigger
Johann (Johan) Salomo Christoph Schweigger, (8 tháng 4 năm 1779-6 tháng 9 năm 1857) là một nhà hóa học, nhà vật lý, và giáo sư toán học tại Trường trung học Bayreuth năm 1803, tại Trường bách khoa Nürnberg năm 1819 và Đại học Halle khoảng chừng năm 1820. Điện kế đầu tiên đã được tạo ra bởi ông ở Đức vào năm 1820. Ông đã sử dụng phát hiện điện từ của Hans Christia Oersted trong phát minh của mình. Ông đã phát triển điện kế làm công cụ đo cường độ và chiều dòng điện. Ông đã đặt tên nó là galvanometer để vinh danh Luigi Galvani. Đây là thiết bị nhạy đầu tiên đo và phát hiện dòng điện yếu.
Schweigger được sinh ra tại Erlangen, Bavaria, Đức, ngày 8 tháng 4 năm 1779. Ông học tại Đại học Erlanger, nơi ông nhận được bằng tiến sĩ năm 1800. Luận văn tiến sĩ của ông về đề tài Thơ ca ngợi của Homer. Luận văn của ông được nhà triết học Franz August Wolf hướng dẫn. Tuy nhiên, Schweigger sau này lại chuyển qua theo nghề nghiệp khoa học và toán học bởi nhà hóa học/nhà vật lý học Georg Friedrich Hildebrandt, nhà toán học/kỹ sư Karl Christian Langsdorff, và nhà thiên văn Johann Tobias Mayer.